# Procesul inițial de pre-dezvoltare a produselor
Lansarea cu succes a noilor produse inovative pe piață este vitală pentru supraviețuirea pe termen lung a firmelor. Deciziile luate în etapa de pre-dezvoltare (înainte de startul propriu-zis al procesului de dezvoltare) pot avea un mare impact financiar asupra organizației.
Procesul inițial de pre-dezvoltare a produselor inovative prezintă cea mai mare oportunitate de îmbunătățire și intensificare a creșterii sustenabile. Procesul inițial de pre-dezvoltare (engl.front end) se definește prin acele activități care au loc înainte de dezvoltarea formală, bine-structurată a noilor produse. Termenul front end, tradus aici prin proces inițial, este un termen general care se referă la faza inițială a unui proces. Așa numitul proces inițial se referă la fazele timpurii ale dezvoltării produsului (adică identificarea oportunităților și explorare).De fapt, procesul inițial de pre-dezvoltare reprezintă faza inițială de generare a ideilor și de apariție a conceptului de produs nou. În mod obișnuit se folosește modificatorul fuzzy, care semnifică, în acest context, dificultățile de management și planificare a acestui proces. (vezi secțiunea 2: Fuzzy Front End). Este de menționat că Dicționarul Webster On-line, care oferă definiții și traduceri ale termenilor în diferite limbi, nu prezintă traducerea în limba română.
Procesul inițial fuzzy (engl.fuzzy front end) se referă la perioada haotică "de început" a proceselor de dezvoltare a noilor produse, când conceptul de produs este încă foarte vag (fuzzy). Precedând procesul de dezvoltare mai formal al produsului, procesul inițial fuzzy constă în general din trei sarcini: planificarea strategică, generarea conceptului și, în special, evaluarea pre-tehnică. Aceste activități sunt deseori haotice, nepredictibile și nestructurate. Caracterul vag, indistinct al procesului inițial fuzzy provine din incertitudinile referitoare la tehnologie, cerințele clienților, piețe, resursele necesare, capabilitățile și limitele companiei, astfel de informații fiind necesare pentru a decide dacă se va trece sau nu la proiectul de dezvoltare a noului produs. Mulți profesioniști și cadre universitare consideră că trăsăturile generale ale procesului inițial fuzzy (caracterul vag, ambiguitățile și incertitudinile) fac dificil să se considere procesul inițial fuzzy ca un proces structurat, ci mai degrabă ca un set de activități interdependente.În comparație, procesul subsecvent de dezvoltare a noului produs este, în mod tipic, structurat, predictibil și (inițiat) formal, cu seturi prescrise de activități, cu probleme la care trebuie să se răspundă, cu decizii de luat. Arhivat în 21 martie 2009, la Wayback Machine. Pe de altă parte, Koen, P. et al.(2002) sugerează că termenul "proces inițial fuzzy" implică în mod incorect că procesul inițial de pre-dezvoltare ar fi necontrolabil și incognoscibil. Așadar, procesul inițial de pre-dezvoltare n-ar trebui să fie considerat "fuzzy", pentru că procesul inițial poate fi condus în mod structurat. O definiție acceptată universal pentru procesul inițial fuzzy nu a fost elaborată până acum.
Activitățile foarte timpurii ale procesului general de inovare a produselor sunt deseori denumite "început fuzzy", "pre-dezvoltare", "activități de pre-proiectare" sau "pre-faza zero". Termenul Fuzzy Front End a fost popularizat pentru prima oară în cartea autorilor: Smith, Preston G., Reinertsen, Donald G. (1991). Developing Products in Half the Time Kim și Wilemon[nefuncțională]
 definesc procesul inițial fuzzy ca perioada dintre momentul în care o oportunitate a fost luată în considerare pentru prima dată în sensul că merită o ideație ulterioară, o explorare și o evaluare și momentul în care ideea este apreciată ca fiind gata pentru dezvoltare, iar firma decide să aloce resurse semnificative pentru dezvoltarea sa și lansarea proiectului. Totuși, această definiție pare să fie prea restrictivă, deoarece multe proiecte primesc finanțare substanțială încă în procesul inițial de pre-dezvoltare. Rezultatele procesului inițial ar consta din definiția conceptului de produs, lungimea perioadei de timp a procesului inițial și dimensiunile personalului echipei de proiect (după opinia lui Kim și Wilemon, op.cit.).

## Faze și modele ale procesului inițial de pre-dezvoltare
O definiție originală a procesului inițial (pre-dezvoltare) al inovării  produselor a fost formulată de Koivuniemi, J. (2008)[nefuncțională]
 : Procesul inițial (front end) de inovare "poate fi considerat ca un mecanism de transfer al ideilor prin canale multiple, care conectează sursele de idei interne și externe, deplasează  (și proliferează) ideile mai departe prin procese formale și informale și le diseminează către piețele interne și externe." Procesele formale reprezintă practica acceptată de efectuare a activităților inovative în organizație. Procesele informale există datorită deficiențelor proceselor formale și sunt create de echipele de inovare sau de persoane care consideră că procesele formale sunt prea riguroase pentru a le sprijini ideile și modul de lucru. Procesul inițial de inovare este un termen deseori folosit similar cu termenul "proces inițial fuzzy". Referitor la conținutul procesului inițial, Koivuniemi (op cit.) menționează că acest proces cuprinde toate activitățile necesare pentru a descoperi, a identifica și analiza noi oportunități de afaceri și dialoguri intra-firmă și inter-firme prin care ideile sunt proliferate. O idee este forma cea mai embrionară a unui nou produs sau serviciu. Aceasta constă deseori dintr-un punct de vedere de nivel superior asupra unei soluții anvizajate pentru a rezolva problema identificată de o persoană, o echipă sau o firmă. Activitățile procesului inițial sunt deseori organizate în jurul unui proces de management al ideilor, care poate fi definit ca un set de practici intercorelate, utilizate pentru a canaliza ideile embrionare  prin elaborarea activităților pentru proiecte de dezvoltare și în final pentru produse și servicii comercializabile.
Scopurile procesului inițial (pre-dezvoltare) sunt (Koivuniemi, J., op.cit.):
٭alocarea resurselor : un scop fundamental, implicând alocarea de mijloace financiare, timp și personal pentru identificarea și analiza oportunităților și dezvoltarea de idei în vederea elaborării conceptelor;
٭suport pentru luarea deciziilor de către manageri;
٭dezvoltarea și conceptualizarea ideilor;
٭managementul portofoliului de inovații, care este asociat îndeaproape cu crearea de valoare în companie;
٭creativitate și inovație. Procesul inițial de pre-dezvoltare trebuie să asigure mecanisme pentru inovarea continuă și emergența de idei radicale.
A fost conceput un model de Dezvoltare a Noului Concept al produsului (modelul NCD) ce definește componentele-cheie ale procesului inițial de inovare a produselor. Părțile esențiale ale modelului NCD sunt:
٭motorul (elementul central);
٭elemente de activități ;
٭factori de influență.
Motorul, reprezentat de leadership-ul, cultura și strategia organizației, configurează mediul pentru inovația de succes. Sprijinul managementului de vârf este esențial pentru succesul dezvoltării noului produs inovativ.
Elementele de activități sunt:
٭identificarea oportunităților: organizația identifică oportunitățile de afaceri și tehnologice ale companiei;
٭analiza oportunităților: constă din acțiuni de evaluare a oporetunităților descoperite, pentru a decide dacă acestea merită să fie continuate;
٭generarea ideilor și îmbogățirea lor :dezvoltarea și maturizarea oportunităților într-o idee concretă asupra unui nou produs, serviciu sau o soluție anvizajată;
٭selectarea ideilor: alegerea acelor idei care să permită obținerea celor mai mari beneficii pentru afacere;
٭definirea conceptului și dezvoltarea tehnologiei: este activitatea finală în procesul de pre-dezvoltare și oferă singura ieșire (output) spre dezvoltarea propriu-zisă a noului produs sau a noii tehnologii. Conceptul trebuie să includă o descriere scrisă și vizuală a produsului, cu caracteristicile și beneficiile definite pentru clienți.
Factorii de influență (mediul). Procesul inițial de pre-dezvoltare al inovării se desfășoară într-un mediu, caracterizat prin factori de influență cum sunt: strategia de afaceri a companiei, factori competiționali, capabilitățile tehnologice ale organizației, maturitatea tehnologiilor utilizate. Acești factori de influență care acționează constant asupra conștiinței personalului sunt contribuitorii primari la descoperirea "întâmplătoare" (pe bază de serendipitate -cf.engl.serendipity) a noilor idei inovative.
Un model sofisticat al procesului inițial fuzzy de pre-dezvoltare a produselor noi este cel care a fost elaborat de Khurana și Rosenthal (1998). După Khurana și Rosenthal (op.cit.), activitățile de pre-dezvoltare includ "formularea strategiei produsului și comunicarea acesteia, identificarea preliminară a oportunităților și evaluarea lor, generarea ideilor, definirea produsului, planificarea proiectului și analize ale executivului (directorilor)". În procesul de pre-dezvoltare sunt identificate oportunități,sunt generate idei și se decide strategia pentru produs. Din nefericire, Khurana și Rosenthal nu descriu în detaliu modul de identificare preliminară a oportunităților și ideilor. Sunt identificate segmentele piețelor- țintă și necesitățile clienților. Aceste necesități (cerințe) sunt transformate în specificații inițiale ale produsului. Sunt generate câteva concepte ale produsului prin activități cum sunt căutări externe, rezolvarea creativă a problemelor în echipă și explorarea diferitelor soluții. Conceptul de produs este o descriere a tehnologiei, principiilor de funcționare și a formei produsului. Fiecare concept este analizat și evaluat iterativ, iar cele mai promițătoare concepte vor fi testate în raport cu necesitățile clienților. Khurana și Rosenthal (op cit.) au descoperit că clarificarea conceptului de produs în procesul inițial de pre-dezvoltare este surprinzător de dificilă și că multe companii eșuează în a genera definiții clare, stabile ale produsului (în perioada procesului inițial). În final, este elaborat un plan detaliat pentru proiectul de dezvoltare. Analiza economică, benchmarking-ul produselor concurenților, modelarea și prototiparea sunt, de asemenea, activități importante în etapa de pre-dezvoltare.
Rezultatele (livrabilele) procesului inițial de pre-dezvoltare sunt: un concept al produsului bine-definit, definiția și specificațiile produsului și un plan de afaceri, aliniat cu strategia corporației. Dacă este aprobat conceptul produsului, poate începe elaborarea proiectului de dezvoltare propriu-zisă a noului produs. O enumerare mai completă a rezultatelor activităților procesului inițial de pre-dezvoltare ar trebui să includă: enunțarea misiunii, necesitățile clienților, detaliile conceptului selectat, specificațiile pentru produs, analiza economică a produsului, programarea dezvoltării, formarea echipei proiectului și bugetul proiectului.
Millson, M.R. și Wilemon, D.(2002) consideră că fazele de pre-dezvoltare a noului produs ar fi:
٭dezvoltarea strategiei noului produs;
٭identificarea surselor de idei pentru noul produs;
٭metode pentru obținerea conceptelor noului produs din sursele de idei;
٭selectarea (screening) inițială a ideilor;
٭evaluarea preliminară a pieței/testarea ideilor;
٭evaluarea preliminară a designului;
٭evaluarea preliminară a manufacturabilității (posibilității de fabricare);
٭generarea conceptului/determinarea produsului "ideal";
٭studiul de piață detaliat (testarea conceptului);
٭analiza financiară/a afacerii.
În lucrarea cercetătorilor Stefan Hüsig, Stefan Kohn și Jarno Poskela (2005) se precizează că termenul "proces inițial fuzzy" (engl. fuzzy front end) este utilizat pentru fazele timpurii ale procesului de inovare, iar atributul fuzzy se referă la faptul că aceste faze timpurii diferă semnificativ de faza de dezvoltare, deoarece aceste faze timpurii sunt mai puțin structurate și în general nu sunt secvențiale. Hüsig et al.(op.cit.) au propus un model conceptual (idealizat) al procesului inițial de pre-dezvoltare, structurat din trei faze și trei "porți" :
٭faza întâi: examinarea (screening-ul) mediului extern sau identificarea oportunităților, în care schimbările externe și tendințele (mediului) vor fi analizate și traduse în oportunități potențiale de afaceri. Această fază conduce la o "poartă" de examinare a oportunităților;
٭faza a doua: definirea preliminară a unor idei sau unui concept pentru produs. Această fază duce la o "poartă" de evaluare a ideilor. Faza de definire a ideilor (sau de ideație) este concepută ca partea creativă a procesului, este considerată o artă;
٭faza a treia: definirea detaliată a produsului, proiectului sau conceptului, precum și planificarea afacerii, aliniată cu strategia corporației. Această fază conduce la "poarta" a treia, finală, în care se ia decizia de a continua/abandona proiectul dedicat de dezvoltare a noului produs. Odată ce proiectul a fost definit (în faza a treia), procesul inițial de pre-dezvoltare este terminat și procesul bine-cunoscut de dezvoltare a noului produs poate să înceapă. Asupra semnificației "porților" de decizie, vezi: Procesul faze-porți. Este important de menționat că aceste trei faze și trei porți sunt diferite față de procesul faze-porți de dezvoltare normală a produselor. În primul rând, acestea nu se constitue într-o ordine succesivă de activități, ca în procesul subsecvent de dezvoltare. În cadrul procesului inițial de pre-dezvoltare, echipa lucrează simultan pe mai multe proiecte paralele, redirecționează ideile și conceptele de la o fază la alta. A doua diferență majoră este unitatea de analiză. Pentru fiecare oportunitate care merită să fie analizată vor fi dezvoltate mai multe idei, ce vor fi combinate în unul sau mai multe concepte. Aceasta implică faptul că subiectul analizei se modifică în cursul procesului.
Unii experți consideră că în timp ce procesul faze-porți este un instrument eficient pentru accelerarea dezvoltării produselor incrementale, acest proces nu poate fi utilizat în mod direct ca proces inițial de pre-dezvoltare a platformelor de produse sau al produselor concepute prin inovații radicale. Procesul de pre-dezvoltare a platformelor de produse trebuie să înceapă cu dezvoltarea unei viziuni strategice care va conduce la o familie de produse,bazată pe înțelegerea pieței și a modului în care competențele și capabilitățile-cheie ale companiei pot fi utilizate pentru obținerea de  avantaje competiționale. Produsele concepute prin inovații radicale (breakthroughs) implică o viziune strategică similară, însă sunt asociate de obicei cu tehnologii care necesită noi descoperiri tehnico-științifice. 
R.G.Cooper și S.J.Edgett (2008) consideră că pentru proiectele majore activitățile vitale de pre-dezvoltare (care preced faza de dezvoltare a produsului) includ:
٭evaluarea preliminară a piețelor : un studiu inițial și rapid de piață care urmărește să determine dimensiunile și potențialul piețelor, necesitățile clienților, situația competițională;
٭evaluarea tehnică preliminară: o apreciere tehnică a proiectului, identificarea soluției tehnice probabile, problemele tehnice, tehnologia necesară din exterior;
٭evaluarea surselor de aprovizionare : furnizori și parteneri sau alianțe pentru aprovizionarea cu necesarul de materiale, echipamente etc.;
٭cercetarea de piață detaliată sau cercetarea de marketing: analiza segmentării piețelor, cercetarea "vocii clienților";
٭testarea conceptului de produs: conceptul produsului este prezentat clienților, posibil ca model sau prototip virtual, pentru a obține feedback-ul;
٭evaluarea valorii pentru clienți: o analiză a valorii cuantificate a produsului pentru operațiunile clientului;
٭definirea produsului de către echipa de proiect: specificarea scopului proiectului, pieței-țintă, conceptului de produs, beneficiilor potențiale, prețului-țintă, cerințelor și specificațiilor de înalt nivel;
٭analiza financiară și a afacerii : pentru proiectele majore se calculează valoarea netă actualizată (VNA), rata internă de rentabilitate (RIR), perioada de amortizare calculată, se efectuează analiza de sensibilitate.
Acest ansamblu de activități oferă informațiile esențiale necesare pentru luarea deciziei de a trece la etapa de dezvoltare propriu-zisă a produsului sau de a abandona proiectul.
Modelul faze-porți pentru procesul inițial de predezvoltare, elaborat de R.G.Cooper (1998) include trei faze și trei porți:
٭faza 1 - generarea ideilor;
٭faza 2 - investigare preliminară;
٭faza 3 - investigare detaliată.
Cele trei "porți de decizie" se referă la : 1) screening inițial; 2) al doilea screening; 3) decizia asupra analizei financiare a afacerii.
Procesul inițial de pre-dezvoltare, conform acestui model, începe cu faza 1 de ideație, care cuprinde generarea și conceptualizarea inițială a noilor idei. În prima poartă de decizie (screening inițial) ideile sunt examinate și selectate pe baza unui set de criterii calitative, pentru a estima valabilitatea ideilor și necesitatea unor investigații ulterioare ale acestora. În faza 2, de investigare  preliminară, se definește poziționarea produsului, beneficiile care vor fi obținute etc.,cu scopul de a înlătura un număr mare de idei mai puțin eficiente, pentru poarta următoare. Dacă ideea satisface setul de criterii din poarta a doua, această idee este investigată detaliat în faza 3. În faza investigării detaliate se evaluează necesitățile clienților, situația competițională pe piețe, fezabilitatea tehnică, probleme financiare, se testează conceptul de produs. Această fază trebuie să realizeze o analiză completă financiară și a afacerii (așa-numitul caz al afacerii- business case- engl.) care trebuie să includă definiția produsului, justificarea proiectului care va fi întreprins și planul de acțiuni pentru lansarea proiectului de dezvoltare. Faza 3 este urmată de poarta a treia în care se ia decizia de a începe un proiect de dezvoltare a produsului, sau de a abandona această inițiativă sau în sfârșit de a "reține" proiectul.
Totuși, unele opinii[nefuncțională]
 susțin că pentru dezvoltarea produselor radicale, modelul faze-porți de pre-dezvoltare, propus de Cooper, este insuficient, pentru că nu se poate iniția generarea ideilor (faza 1 a modelului Cooper) și definirea produsului când tehnologia de produs rămâne încă să fie ulterior dezvoltată. Cercetările lui Dennis Nobelius și Lars Trygg sugerează că este dificil și poate imposibil să se creeze un model general, valabil pentru procesul inițial de pre-dezvoltare (front-end). R.W. Veryzer (1998) constată că în cazul etapei de pre-dezvoltare a proiectelor de produse radicale, procesul este "haotic", are un caracter confuz și nu se pretează la un proces sau sistem înalt structurat, formalizat.

## Generarea ideilor pentru inovarea produselor
Activitățile de generare a ideilor (sau de ideație) din faza de definire preliminară a ideilor, au fost considerate ca fiind critice (esențiale) pentru a asigura mărirea ratei de succes a procesului inițial de pre-dezvoltare a produselor. Aceste activități se referă la următoarele:
٭identificarea domeniilor de oportunități și a necesităților clienților (analiza oportunităților);
٭dezvoltarea băncilor de idei pentru a captura aceste necesități;
٭generarea ideilor embrionare, selectarea (screeningul) și monitorizarea ideilor;
٭managementul activităților de ideație ca proces continuu.
Astfel, ideile asupra produselor noi vor fi justificate și vor obține suport pentru aprobarea lor, după care se vor elabora planuri pentru proiectul de dezvoltare și realizarea dezvoltării.
Faza de generare a ideilor implică următoarele activități:
٭obținerea ideilor pentru noi produse din cercetarea de bază, utilizând o analiză SWOT ,urmărind tendințele de piață și ale consumatorilor, implicând departamentul de C-D al companiei, focus-grupuri pentru detectarea problemelor, salariați, personal de vânzări, organizând expoziții comerciale sau metode de cercetări etnografice. Analiza SWOT se bazează pe identificarea punctelor tari (Strenghts), a punctelor slabe (Weaknesses), a oportunităților (Opportunities) și a amenințărilor (Threats);
٭generarea ideilor printr-un brainstorming asupra noului produs (sau prin alte tehnici de generare a ideilor). Analiza SWOT va sprijini ideile în faza de screening;
٭screeningul ideilor (sau selectarea ideilor) are scopul de a elimina ideile eronate, înainte de alocarea de resurse pentru ele. Faza de screening inițial al ideilor generate are un impact pozitiv semnificativ asupra rezultatelor definirii noului produs. Examinatorii trebuie să răspundă la întrebări de genul : produsul este tehnic fezabil de a fi fabricat? produsul va fi profitabil la prețul țintă pentru clienți?
Dintre metodele de generare a ideilor pentru inovarea produselor, care pot fi utilizate în procesul inițial de pre-dezvoltare a produsului inovativ, fac parte:
٭metodele vocii clienților (voice of customer-VOC) sau opiniei clienților (cercetări etnografice, vizite la clienți etc);
abordări ale inovării deschise (open innovation-engl.)  ;
٭viziunea periferică;
٭tehnologii disruptive;
٭aplicarea unor brevete;
٭captura internă a ideilor.
O serie de tehnici de generare a ideilor sunt exemplificate în cadrul așa-numitului "Proces de rezolvare creativă a problemelor (CPS)", menționat în articolul creativitate. Procesul rezolvării creative a problemelor recomandă ca tehnici de generare a ideilor:
٭brainstorming clasic;
٭metoda matricei;
٭Harta minții (mind map -engl.);
٭metoda SCAMPER;
٭metoda matricei morfologice.
La metoda matricei se aleg câteva categorii principale, se generează o listă de subiecte (itemi) sub fiecare categorie și apoi se îmbină diferitele combinații de itemi, selectând câte un item din fiecare categorie.
Diagrama ideilor  (mind map -engl.; carte des idées- l.franc.; diagramma sviazei -l.rusă) este o diagramă sau o hartă utilizată pentru a reprezenta cuvinte, idei, sarcini sau alți itemi legați la și aranjați în jurul unui cuvânt sau idei (teme) centrale. În diagramă se realizează asocierea liberă și reprezentarea vizuală (pe hârtie) a ideilor. Metoda este considerată o variantă de brainstorming. Se poate folosi pentru a organiza planuri sau ,pur și simplu, pentru a-și explora propriile gânduri.
Metoda SCAMPER  este o tehnică ce utilizează un set de întrebări la care trebuie să fie date răspunsuri, în scopul de a genera noi idei. SCAMPER este un acronim care simbolizează întrebări referitoare la următoarele:
S - substitute = a înlocui;
C - combine = a combina;
A - adapt = a adapta;
M - modify = a modifica;
P - put to other purposes = a pune/folosi în alte utilizări;
E - eliminate = a elimina;
R - reverse  = a inversa.
Tutorialul citat mai sus oferă exemple de întrebări ce se pot pune asupra unor produse, procese, materiale etc. în vederea aplicării tehnicii SCAMPER.
Metoda matricei morfologice reprezintă o metodologie pentru organizarea unor soluții alternative pentru fiecare funcțiune a unui sistem și combinarea lor pentru a genera un număr mare de variante de soluții care pot satisface în mod potențial necesitățile proiectării la nivelul sistemului. Arhivat în 1 august 2010, la Wayback Machine. Termenul morfologic provine de la morfologie, care înseamnă studiul formei sau structurii. În expresia "matrice morfologică" , termenul morfologic provine din faptul că aici este studiată forma conceptelor. Formatul de bază pentru o matrice morfologică este o rețea de coloane și rânduri. Prima coloană listează funcțiunile relevante, iar rândul adiacent fiecărei funcțiuni listează soluțiile posibile care vor realiza funcțiunea respectivă. În dezvoltarea matricei, proiectanții pot utiliza atât schițe cât și text pentru a reprezenta soluțiile posibile. Odată ce matricea a fost elaborată, proiectantul poate combina soluțiile individuale în proiecte conceptuale eficiente. Această metodologie nu este o substituire a gândirii creative ci un mijloc structurat pentru dezvoltarea și documentarea alternativelor de proiectare.
Activitățile de generare a ideilor trebuie să se termine cu un set de idei, care a) să fie aliniate cu strategiile companiei; b) să fie echilibrate în termenii parametrilor definiți; c) să ofere valoare maximă în termenii obiectivelor definite ale companiei.